# Озброєння армії УНР
В списку наведено перелік зброї, яку використовувала армія УНР у1917—1921 роках під час війни за незалежність України.

### Холодна зброя
| Модель                                         | Зображення    | Походження        | Зауваження                                                           |
| Холодна зброя                                  | Холодна зброя | Холодна зброя     | Холодна зброя                                                        |
| ---------------------------------------------- | ------------- | ----------------- | -------------------------------------------------------------------- |
| Драгунська шашка зр. 1881 р.                   |               | Російська імперія |                                                                      |
| Легкокавалерійська солдатська шабля зр. XIX р. |               | Франція           |                                                                      |
| Козацька шашка зр. 1881 р.                     |               | Російська імперія |                                                                      |
| Дагестанська шабля                             |               | Російська імперія |                                                                      |
| Artillerie-Saebel n/A                          |               | Німецька імперія  | 600 одиниць передано поляками напередодні зимового походу 1921 року. |

### Стрілецька зброя
| Модель                          | Зображення | Походження        | Тип                                            | Калібр     | Кількість  | Зауваження                                                                                              |            |
| Револьвери                      | Револьвери | Револьвери        | Револьвери                                     | Револьвери | Револьвери | Револьвери                                                                                              | Револьвери |
| ------------------------------- | ---------- | ----------------- | ---------------------------------------------- | ---------- | ---------- | --- | ---------- |
| Нагана зр. 1895 р.              |            | Російська імперія | Трилінійний семизарядний револьвер             | 7,62 мм    |            | Основний револьвер УНР                                                                                  |            |
| «Раст і Гассер» зр. 1898 р.     |            | Австро-Угорщина   | Восьмизарядний револьвер                       | 8 мм       |            | Був на озброєнні УГА                                                                                    |            |
| «Франкотт» зр. 1890 р.          |            | Бельгія           | Шестизарядний револьвер                        | 7,62 мм    |            | Був на озброєнні офіцерів ВМС і ВПС УНР                                                                 |            |
| «Кобольд»                       |            | Німецька імперія  | Шестизарядний револьвер                        | 7,62 мм    |            | Обмежена кількість                                                                                      |            |
| «Кольт» зр. 1917 р.             |            | США               | Шестизарядний револьвер                        | 11,43 мм   |            | Обмежена кількість                                                                                      |            |
| Пістолети                       |            |                   |                                                |            |            | |            |
| «Манліхер» зр. 1905 р.          |            | Австро-Угорщина   | Десятизарядний пістолет                        | 7,63 мм    |            | Пістолет УГА                                                                                            |            |
| «Штейр» зр. 1912 р.             |            | Австро-Угорщина   | Восьмизарядний пістолет                        | 9 мм       |            | Основний пістолет УГА                                                                                   |            |
| «Рот-Штейр» зр. 1907 р.         |            | Австро-Угорщина   | Десятизарядний пістолет                        | 8 мм       |            | Пістолет УГА                                                                                            |            |
| «Парабеллум» зр. 1908 р.        |            | Німецька імперія  | Восьмизарядний пістолет                        | 9 мм       |            | Пістолет надійшов УНР від Німеччини                                                                     |            |
| «Маузер» зр. 1912 р.            |            | Німецька імперія  | Десятизарядний пістолет                        | 9 мм       |            | Пістолет надійшов УНР від Німеччини                                                                     |            |
| «Маузер» зр. 1910—1914 рр.      |            | Німецька імперія  | Дев'ятизарядний пістолет                       | 7,65 мм    |            | Малогабаритний пістолет                                                                                 |            |
| «Кольт» зр. 1911 р.             |            | США               | Семизарядний пістолет                          | 11,43 мм   |            | |            |
| «Браунінг» зр. 1910—1912 рр.    |            | Бельгія           | Семизарядний пістолет                          | 7,65 мм    |            | Допоміжна неармійська модель                                                                            |            |
| Гвинтівки                       |            |                   |                                                |            |            | |            |
| Мосіна зр. 1891 р.              |            | Російська імперія | Магазинна гвинтівка на 5 патронів              | 7,62x54 мм |            | Найпоширеніша зброя УНР. Козачий, снайперський, піхотний, драгунський варіанти.                         |            |
| «Вінчестер» зр. 1895 р.         |            | США               | Магазинна гвинтівка на 5 патронів              | 7,62x54 мм |            | Оснащення ВПС УНР                                                                                       |            |
| «Манліхер» зр. 1890—1895 рр.    |            | Австро-Угорщина   | Магазинна гвинтівка на 5 патронів              | 8 мм       |            | Основна зброя УГА. Жандармський, піхотний та пристосований під гранатомет варіанти.                     |            |
| «Маузер» зр. 1898 р.            |            | Німецька імперія  | Магазинна гвинтівка на 5 патронів              | 7,92×57 мм |            | Карабінний та піхотний варіанти.                                                                        |            |
| Автоматична зброя               |            |                   |                                                |            |            | |            |
| «Мадсен» зр. 1895 р.            |            | Данія             | Магазинна автоматична гвинтівка на 20 патронів | 7,62x54 мм |            | Обмежена кількість                                                                                      |            |
| «Маузер» зр. 1916 р.            |            | Німецька імперія  | Магазинна автоматична гвинтівка на 25 патронів | 7,92×57 мм |            | Оснащення ВПС УГА                                                                                       |            |
| Кулемети                        |            |                   |                                                |            |            | |            |
| Кулемет Максима зр. 1910 р.     |            | Російська імперія | Станковий кулемет                              | 7,62 мм    |            | Найпоширеніший скоростріл в УНР. Варіант на колісному лафеті з озброєння Стрийської сотні скорострілів. |            |
| Maschinengewehr-08              |            | Німецька імперія  | Станковий кулемет                              | 7,92 мм    |            | |            |
| Maschinengewehr-08/15           |            | Німецька імперія  | Ручний кулемет                                 | 7,92 мм    |            | |            |
| Кулемет Шварцлозе               |            | Австро-Угорщина   | Ручний кулемет                                 | 8 мм       |            | Поширена зброя в УГА                                                                                    |            |
| Colt-Browning M1895 зр. 1895 р. |            | США               | Піхотний кулемет                               | 7,62 мм    |            | Закріплений на дерев'яній тумбі-конусі й пристосований для стрільби по повітряних цілях.                |            |
| Кулемет Льюїса                  |            | Велика Британія   | Ручний кулемет                                 | 7,62 мм    |            | |            |

### Гранати
| Модель              | Зображення | Походження        | Тип                  | Вага вибухової речовини | Кількість | Зауваження                      |         |
| Гранати             | Гранати    | Гранати           | Гранати              | Гранати                 | Гранати   | Гранати                         | Гранати |
| ------------------- | ---------- | ----------------- | -------------------- | ----------------------- | --------- | ------------------------------- | ------- |
| Stielhandgranate-24 |            | Німецька імперія  | Протипіхотна граната | 0,16 — 0,18 кг          |           |                                 |         |
| РГ-14               |            | Російська імперія | Протипіхотна граната | 0,3 — 0,4 кг            |           | Спадщина від Російської імперії |         |
| F-1                 |            | Франція           | Протипіхотна граната | 0,064 кг                |           | Спадщина від Російської імперії |         |

### Артилерія
| Модель                                   | Зображення | Походження        | Тип                               | Калібр    | Кількість | Зауваження |           |
| Артилерія                                | Артилерія  | Артилерія         | Артилерія                         | Артилерія | Артилерія | Артилерія | Артилерія |
| ---------------------------------------- | ---------- | ----------------- | --------------------------------- | --------- | --------- | --- | --------- |
| Schwere Feldhaubitze M.15                |            | Австро-Угорщина   | Далекобійна важка польова гаубиця | 150 мм    |           | |           |
| Schwere Feldhaubitze M.14                |            | Австро-Угорщина   | Далекобійна важка польова гаубиця | 150 мм    |           | |           |
| Польова гаубиця зр. 1904 р.              |            | Російська імперія | Польова гаубиця                   | 122 мм    |           | На такі гармати переозброїлась УГА після переходу за Збруч улітку 1919 року.                                                                                      |           |
| 122-мм гаубиця зр. 1910 року             |            | Російська імперія | Польова гаубиця                   | 122 мм    |           | Основна гаубиця армії УНР разом з аналогом 122-мм гаубицею зр. 1909 року.                                                                                         |           |
| Feldkanone М.16                          |            | Німецька імперія  | Далекобійна польова гаубиця       | 105 мм    |           | З озброєння австро-угорської армії. |           |
| Howitzer M.14                            |            | Австро-Угорщина   | Польова гаубиця                   | 100 мм    |           | |           |
| «Skoda» 1916                             |            | Австро-Угорщина   | Далекобійна польова гаубиця       | 100 мм    |           | |           |
| Feldkanone M.16                          |            | Німецька імперія  | Польова гармата                   | 77 мм     |           | З озброєння австро-угорської армії. Належали 9-ій (Сокальській) бригаді УГА.                                                                                      |           |
| Feldkanone M.5                           |            | Австро-Угорщина   | Польова гармата                   | 76,5 мм   |           | |           |
| Feldkanone M.17                          |            | Австро-Угорщина   | Польова гармата                   | 76,5 мм   |           | Основа артилерії УГА |           |
| Дивізійна гармата зр. 1902 р.            |            | Російська імперія | Польова гармата                   | 76,2 мм   |           | Основна артилерійська система армій УНР та Української держави |           |
| Гірська гармата зр. 1909 р.              |            | Російська імперія | Гірська гармата                   | 76,2 мм   |           | Спадок Російської імперії |           |
| Гірська гармата зр. 1904 р.              |            | Російська імперія | Скорострільна гірська гармата     | 76 мм     |           | «Тридюймова» |           |
| «Крупп-Ерхард» зр. 1896 р.               |            | Німецька імперія  | Гірська гармата                   | 75 мм     |           | |           |
| «Райнментал» зр. 1915 р.                 |            | Німецька імперія  | Гірська гармата                   | 75 мм     |           | |           |
| Gebirgsgeschütz M.15                     |            | Австро-Угорщина   | Гірська гармата                   | 75 мм     |           | |           |
| Гірська гармата "AZF" зр. 1908 р.        |            | Австро-Угорщина   | Гірська гармата                   | 72,5 мм   |           | |           |
| Gebirgsgeschütz M.99                     |            | Австро-Угорщина   | Гірська гармата                   | 68 мм     |           | |           |
| Траншейна гармата Розенберга зр. 1915 р. |            | Російська імперія | Траншейна гармата                 | 37 мм     |           | |           |
| Гармата «Гочкіс» зр. 1912 р.             |            | Франція           | Гармата                           | 37 мм     |           | Встановлена на металевій тумбі. Такі гармати монтували на платформах опанцерованих вагонів або кузовах автомобілів, широко використовували їх у військовій флоті. |           |
| Траншейна гармата «Шкода» зр. 1917 р.    |            | Австро-Угорщина   | Піхотна траншейна гармата         | 32 мм     |           | |           |
| Міномети                                 |            |                   |                                   |           |           | |           |
| 114 мм міномет 1914                      |            | Австро-Угорщина   | Міномет                           | 114 мм    |           | |           |
| 81-мм міномет Стокса                     |            | Велика Британія   | Міномет                           | 81 мм     |           | |           |

### Бронеавтомобілі
| Модель            | Зображення      | Походження        | Швидкість       | Бойова маса                              | Кількість       | Зауваження      |                 |
| Бронеавтомобілі   | Бронеавтомобілі | Бронеавтомобілі   | Бронеавтомобілі | Бронеавтомобілі                          | Бронеавтомобілі | Бронеавтомобілі | Бронеавтомобілі |
| ----------------- | --------------- | ----------------- | --------------- | ---------------------------------------- | --------------- | --------------- | --------------- |
| Остін             |                 | Велика Британія   | 50—60 км/год    | 6 430 кг                                 | 31              |                 |                 |
| Джеффері-Поплавко |                 | Російська імперія | 35 км/год       | 8 000 кг                                 |                 |                 |                 |
| Гарфорд-Путілов   |                 | Російська імперія | 18 км/год       | 8 600 (армійський)- 11 000 (морський) кг |                 |                 |                 |
| Пірлесс           |                 | Велика Британія   | 45 км/год       | 4 800 кг                                 | 4               |                 |                 |
| Lanchester        |                 | Велика Британія   | 80 км/год       | 4 700 кг                                 | 1               |                 |                 |
| Renault           |                 | Франція           | 50 км/год       |                                          | 2               |                 |                 |

### Автотехніка
| «Русобалт» С 24/40  |  | Російська імперія | 70 км/год  |  |  |
| Delaunay-Belleville |  | Франція           | 110 км/год |  |  |

### Гвинтова авіація
| Модель                  | Зображення | Походження        | Швидкість  | Екіпаж     | Кількість  | Зауваження |
| Винищувачі              | Винищувачі | Винищувачі        | Винищувачі | Винищувачі | Винищувачі | Винищувачі |
| ----------------------- | ---------- | ----------------- | ---------- | ---------- | ---------- | ---------- |
| Morane-Saulnier N       |            | Франція           | 144 км/год | 1          | 3          |            |
| Nieuport-11             |            | Франція           | 156 км/год | 1          |            |            |
| Nieuport-17/21/23       |            | Франція           | 177 км/год | 1          | 12         |            |
| Nieuport-27             |            | Російська імперія | 187 км/год | 1          |            |            |
| SPAD S.VII              |            | Франція           | 192 км/год | 1          | 2          |            |
| Сікорський С.XVI        |            | Російська імперія | 120 км/год | 1          |            |            |
| Fokker D.VII            |            | Німецька імперія  | 189 км/год | 1          |            |            |
| Aviatik (Berg) D.I      |            | Австро-Угорщина   | 185 км/год | 1          |            |            |
| Sopwith Camel           |            | Велика Британія   | 182 км/год | 1          | 4          |            |
| Бомбардувальники        |            |                   |            |            |            |            |
| Voisin LAS              |            | Франція           | 119 км/год | 2          | 4          |            |
| Sopwith 11/2 Strutter   |            | Велика Британія   | 165 км/год | 2          |            |            |
| Gotha G.VII             |            | Німецька імперія  | 180 км/год | 3          | 1          |            |
| Zeppelin-Staaken R.XIVa |            | Німецька імперія  | 135 км/год | 7          | 6          |            |
| Штурмовики              |            |                   |            |            |            |            |
| Albatros J.I            |            | Німецька імперія  | 140 км/год | 2          |            |            |
| Розвідники              |            |                   |            |            |            |            |
| Anatra D                |            | Російська імперія | 132 км/год | 2          | 2          |            |
| Hansa-Brandenburg C.I   |            | Австро-Угорщина   | 125 км/год | 2          | 5          |            |
| Rumpler C.IV            |            | Німецька імперія  | 171 км/год | 2          | 2          |            |
| Lloyd C.V               |            | Австро-Угорщина   | 178 км/год | 2          |            |            |
| Багатоцільові           |            |                   |            |            |            |            |
| DFW C.V                 |            | Німецька імперія  | 155 км/год | 2          |            |            |
| Farman F.30             |            | Франція           | 208 км/год | 2          | 20         |            |
| LVG C.VI                |            | Німецька імперія  | 170 км/год | 2          | 10         |            |
| Гідролітаки             |            |                   |            |            |            |            |
| М-5                     |            | Російська імперія | 105 км/год | 2          |            |            |

### Повітроплавна авіація
| Модель             | Зображення | Походження       | Об'єм     | Довжина   | Висота підняття | Кількість | Зауваження |
| Аеростати          | Аеростати  | Аеростати        | Аеростати | Аеростати | Аеростати       | Аеростати | Аеростати |
| ------------------ | ---------- | ---------------- | --------- | --------- | --------------- | --------- | --- |
| Аеростат Како      |            | Франція          | 1050 м³   | 28,5 м    | 1800 м          |           | Для зв'язку з наземною службою використовували телефон, кидалися вимпели. Крім парашутів, спостерігачі мали стрілецьку зброю (кулемет, автоматичну ґвинтівку). |
| Аеростат Парсеваля |            | Німецька імперія | 1000 м³   | 25 м      | 800 м           |           | Для зв'язку з наземною службою використовували телефон, кидалися вимпели. Спостерігач мав парашут.                                                             |

## Бронепотяги
Детальніше: Бронепотяги УНР і УГА